# Мюррей, Эшли
Э́шли Мони́к Мю́ррей (англ. Ashleigh Monique Murray, род. 18 января 1988) — американская актриса и певица. В 2016 году получила роль Джози Маккой в молодёжном телесериале «Ривердейл». В 2017 году она появилась в фильме Netflix «Дейдра и Лани грабят поезд». В том же году получила роль Лорин в музыкальном ремейке «Девушки из долины».

## Фильмография
| Год       |     | Русское название            | Оригинальное название      | Роль                          |
| --------- | --- | --------------------------- | -------------------------- | ----------------------------- |
| 2007      | кор | —                           | Finding Harmony            | Хармони                       |
| 2012      | кор | Добро пожаловать в Нью-Йорк | Welcome to New York        | Симона                        |
| 2014      | с   | Последователи               | The Following              | студентка колледжа            |
| 2014      | кор | Угнетение                   | Grind                      | девушка, занимающаяся спортом |
| 2016      | с   | Юная                        | Younger                    | девушка                       |
| 2017      | ф   | Дейдра и Лани грабят поезд  | Deidra & Laney Rob a Train | Дейдра                        |
| 2017—2023 | с   | Ривердейл                   | Riverdale                  | Джози Маккой                  |
| 2020      | с   | Кэти Кин                    | Katy Keene                 | Джози Маккой                  |
| 2020      | ф   | Девушка из долины           | Valley Girl                | Лорин                         |
| 2022      | с   | Том Свифт                   | Tom Swift                  | Зензи Фуллертон               |